# فاگان (کنتاکی)
فاگان (به انگلیسی: Fagan) یک منطقهٔ مسکونی در ایالات متحده آمریکا است که در شهرستان منیفی، کنتاکی قرار دارد. فاگان ۳۵۵٫۱ متر بالاتر از سطح دریا واقع شده‌است.